# Lucimara Silva
Lucimara Silvestre da Silva (ur. 10 lipca 1985 w Lucélii) – brazylijska lekkoatletka, wieloboistka.
Złota medalistka mistrzostw kraju, mistrzostw ibero-amerykańskich oraz mistrzostw Ameryki Południowej (także w kategoriach kadetek i juniorek). Złota medalistka igrzysk luzofonii w biegu na 100 metrów przez płotki (2006). Brązowa medalistka igrzysk panamerykańskich (Rio de Janeiro 2007). Reprezentowała Brazylię na igrzyskach olimpijskich (Pekin 2008), gdzie została sklasyfikowana na 17. pozycji.
W 2009 wywalczyła złoty medal mistrzostw Ameryki Południowej z wynikiem 5996 punktów – lepszym od dotychczasowego rekordu tej imprezy. Wykryto u niej jednak niedozwolone środki dopingowe, co skutkowało anulowaniem rekordowego wyhniku i odebraniem medalu. Nałożono na nią także karę dwuletniej dyskwalifikacji (15.6.2009 – 14.6.2011).
Po powrocie do startów zdobyła złoty medal igrzysk panamerykańskich (2011) poprawiając, wynikiem 6133 punkty, własny rekord kontynentu.

## Rekordy życiowe
- siedmiobój lekkoatletyczny – 6160 pkt. (2012) rekord Ameryki Południowej